# 石坪桥街道
石坪桥街道，是中华人民共和国重庆市九龙坡区下辖的一个乡镇级行政单位。

## 行政区划
石坪桥街道下辖以下地区：
冶金村社区、建筑村社区、石坪村社区、横街社区、后街社区、造漆村社区和新视界社区。